# Rostislav Marek
Rostislav Marek (* 17. června 1961 Kroměříž nebo Přílepy) je český herec, od roku 1984 člen souboru Městského divadla Zlín.

## Život
Maturoval v roce 1980 na kroměřížském gymnáziu a následně vystudoval v roce 1984 činoherní herectví na Janáčkově akademii múzických umění v Brně. Po absolutoriu se v roce 1984 stal členem souboru Divadla pracujících v Gottwaldově, později Městského divadla Zlín. Působí také jako pedagog herecké výchovy na Zlínské soukromé vyšší odborné škole umění, spolupracuje s amatérskými soubory.
V 90. letech 20. století se věnoval také dabingu. Namluvil například Deana Caina v seriálu Superman.
Je ženatý, má dceru Evu.